# Новий Чуганак
Новий Чугана́к (рос. Новый Чуганак, башк. Яңы Суғанаҡ) — присілок у складі Краснокамського району Башкортостану, Росія. Входить до складу Карієвської сільської ради.
Населення — 68 осіб (2010; 97 у 2002).
Національний склад:
- башкири — 79 %